# Île Saint-Louis

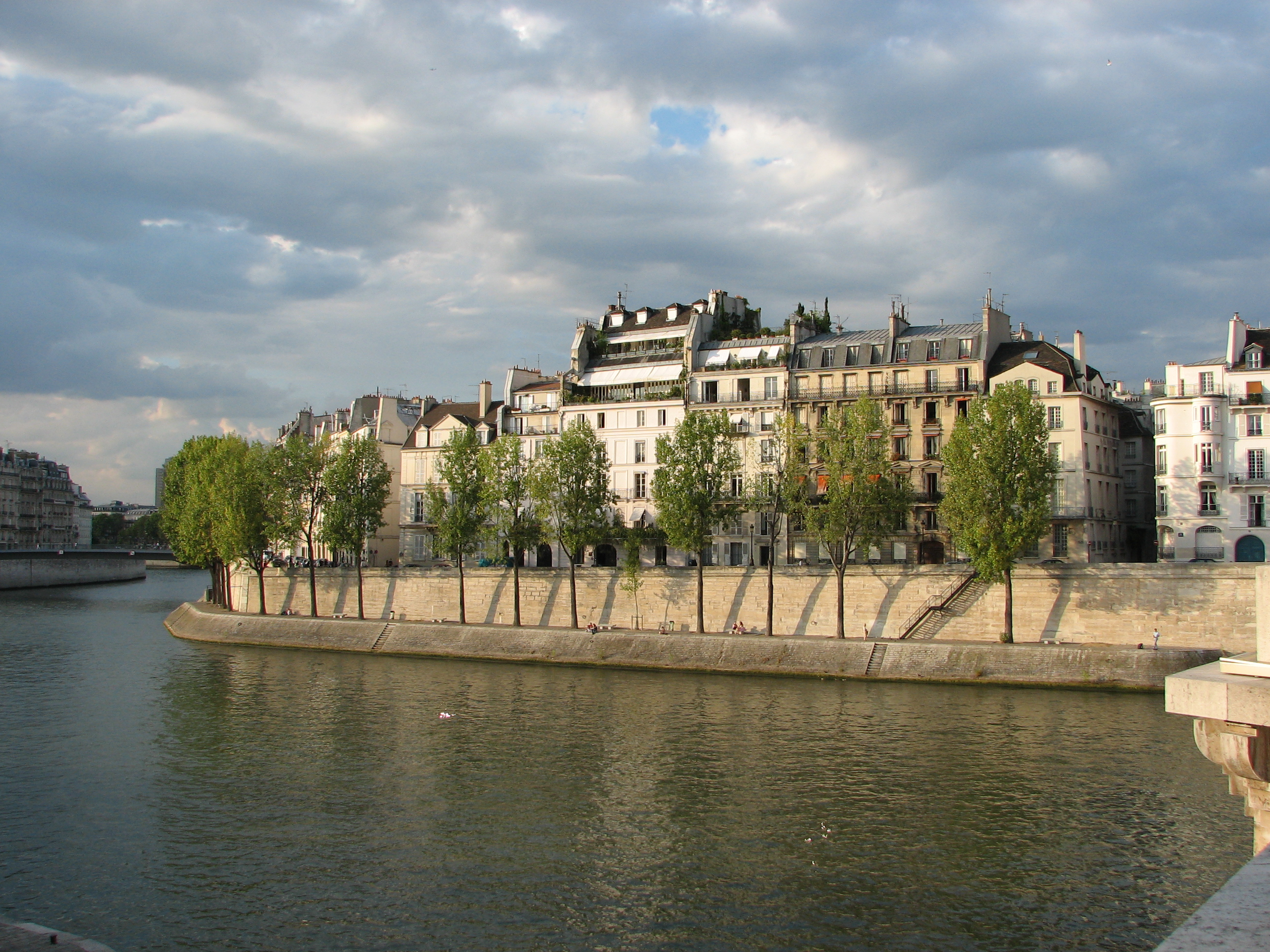
El sud de l'île, amb el moll d'Orléans, vist des del pont de la Tournelle.

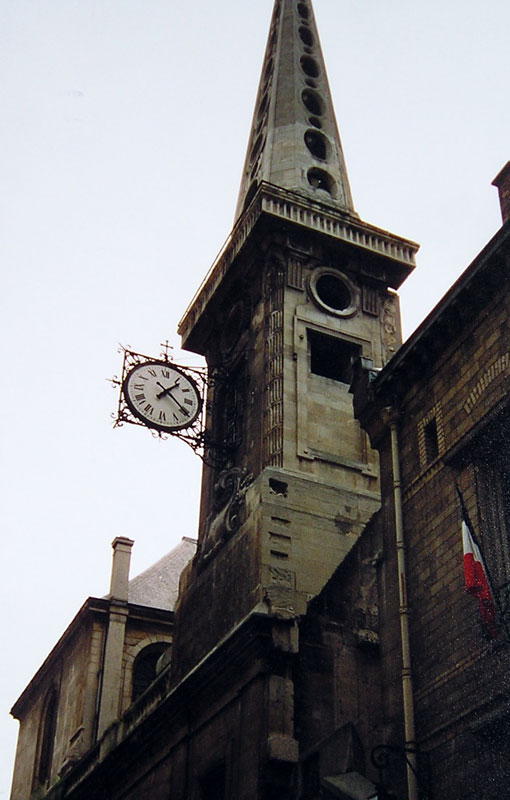
L'església Saint-Louis-en-l'Île.

L'île Saint-Louis és una illa situada en ple centre de París, emplaçada al 4t arrondissement, darrere la catedral de Notre-Dame.
És el resultat de la unió de l'antiga île aux Vaches a l'est i de l'île Notre Dame a l'oest. L'île no començà a ser urbanitzada fins al regnat d'Enric IV.
El seu nom prové del rei Saint Louis (Lluís IX), per bé que la Sainte-Chapelle que hi ha construïda es troba a l'altra illa, l'île de la Cité. Durant la Revolució Francesa va ser anomenada l'île de la Fraternité.
També coneguda és com "l'île des palais" perquè en altres èpoques hi havia un important nombre d'Hôtels (grans edificis o palaus) particulars.

## Monuments situats a l'illa
Antigament hi va haver una de les dues grans torres defensives de la ciutat, la famosa Torre de Nesle, que va ser enderrocada al segle xvii.
Actualment s'hi pot trobar:
- l'esplanada amb el monument a l'escultor Antoine-Louis Barye
- l'església de Saint-Louis-en-l'Île, obra de l'arquitecte François Le Vau
- l'hôtel de Lauzun, l'Hôtel le Vau i l'Hôtel Lambert, així com el moll d'Anjou, de l'arquitecte Louis Le Vau
- el pavelló de Bretonvilliers
- l'hôtel Chenizot.

El gelater Berthillon, conegut per elaborar els millors sorbets de París, està al 29/31 rue Saint-Louis-en-l'Île.

## Ponts que enllacen l'île a les ribes dreta i esquerra, i a l'Île de la Cité
Cinc ponts permeten accedir a aquesta illa:
- El pont Saint-Louis des de l'île de la Cité
- El pont de la Tournelle des de la riba esquerra
- El pont Louis-Philippe des de la riba dreta
- El pont Marie des de la riba dreta
- El pont Sully des de la riba dreta i la riba esquerra

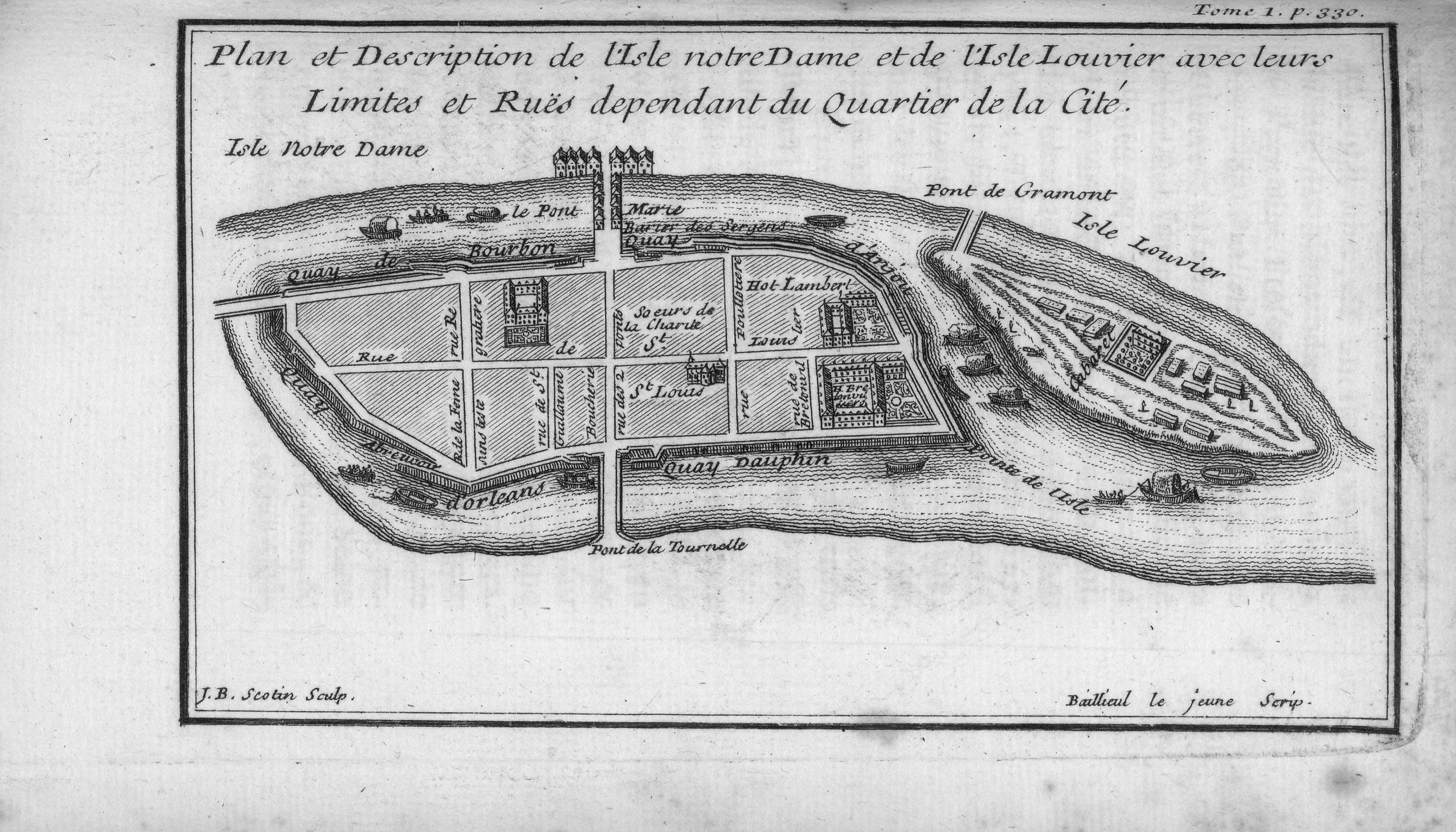
Mapa de l'Île Saint-Louis, BnF, Gallica

## Persones importants de l'île Saint-Louis
- Charles Baudelaire hi resideix entre el 1842 i el 1845 (moll de Béthune, i més tard d'Anjou)
- Camille Claudel vivia al número 19, moll de Bourbon del 1899 al 1913
- Léon Blum vivia al número 25, moll de Bourbon durant els anys del Front popular. Aquest hôtel pertanyia l'any 1662 al secretari del rei Antoine Moreau
- Georges Pompidou tenia la seva residència al 24, moll de Béthune, on va morir l'any 1974, i on residia la seva dona Claude.
- El compositor Henri Dutilleux
- L'autor-compositor-intèrpret Georges Moustaki
- La cantant Brigitte Fontaine
- La periodista i escriptora Claude Sarraute
- L'actor Jean-Claude Brialy
- L'actor Édouard Baer
- L'humorista Guy Bedos
- El polític i advocat Roland Dumas
- L'empresari Jean-Luc Reynaert
- Julio Cortázar va ubicar a l'Illa el seu conte "Las babas del diablo", conte en el qual es basà la pel·lícula "Blow up", un film clàssic d'Antonioni amb Vanessa Redgrave i altres actors/actrius del món fílmic del 1966.